# 神辺駅

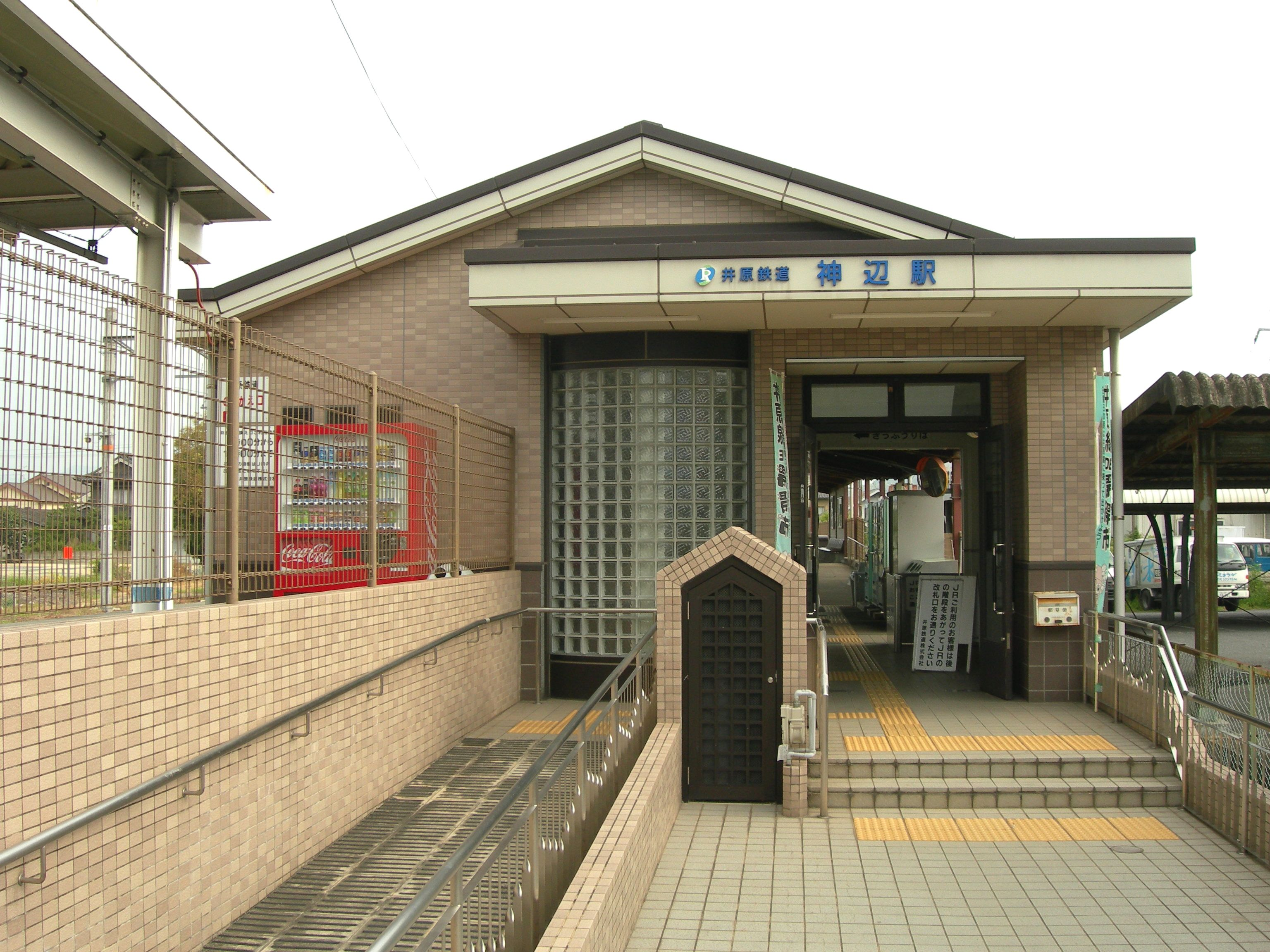
井原鉄道駅舎（2011年7月）

神辺駅（かんなべえき）は、広島県福山市神辺町大字川南にある、西日本旅客鉄道（JR西日本）・井原鉄道の駅である。
JR西日本の福塩線と、井原鉄道の井原線が乗り入れ接続駅となっている。井原線は当駅が終着駅であるが、一部の列車が福塩線に直通する。福塩線の福山方面に限りICOCAが利用可能であるが、当駅から府中方面と井原鉄道では利用することができない。

## 歴史
両備軽便鉄道として開業、高屋線の分岐駅となったが非電化の高屋線は国有化の対象にならず、運命が分かれてしまった。井笠鉄道として廃止された旧高屋線は、井原鉄道として32年後に復活した。

### 両備軽便鉄道時代
- 1914年（大正3年）7月21日：両備軽便鉄道開業と同時に設置[2]。
- 1922年（大正11年）4月9日：高屋線の神辺駅 - 高屋駅間が開業。
- 1926年（大正15年）6月26日：両備軽便鉄道が両備鉄道に改称。

### 国有化後
- 1933年（昭和8年）
  - 9月1日：両備鉄道の両備福山駅 - 府中町駅間が国有化され福塩線となる[2]。神辺駅 - 高屋駅間は神高鉄道に譲渡され、国鉄と神高鉄道の駅となる。
  - 11月15日：福塩北線開業に伴い、それまでの福塩線が福塩南線に改称され、当駅もその所属となる。
- 1938年（昭和13年）7月28日：当駅を含む福山駅 - 塩町駅間全通により福塩南線が現行の福塩線の一部となり、当駅もその所属となる。
- 1940年（昭和15年）1月1日：神高鉄道が井笠鉄道に合併され、同社の神辺線となる。
- 1967年（昭和42年）4月1日：井笠鉄道神辺線（神辺駅 - 井原駅間）が廃止。
- 1970年（昭和45年）12月10日：貨物の取り扱いを廃止[2]。
- 1979年（昭和54年）3月15日：駅西側の区画整理事業（住民の強い反対により頓挫）を見越して国鉄（当時）福塩線の駅としては初めて橋上駅化される。
- 1985年（昭和60年）3月14日：荷物扱い廃止[2]。

### 民営化以後
- 1987年（昭和62年）4月1日：国鉄分割民営化に伴い、西日本旅客鉄道（JR西日本）の駅となる[2]。
- 1992年（平成4年）11月1日：みどりの窓口が営業開始[3]。
- 1999年（平成11年）1月11日：井原鉄道井原線が開業し、同線の駅が開業[4]。
- 2007年（平成19年）
  - 7月21日：改札口（JR側）にICOCA対応の簡易型自動改札機導入。
  - 7月30日：井原線の乗換改札にICOCA対応の簡易型自動改札機導入。
  - 9月1日：JR駅でICカード「ICOCA」の利用が可能となる（なお福塩線内では自動改札機設置は当駅までである）。
- 2012年（平成24年）4月1日：井原鉄道の駅が無人化（その後は不定期営業に移行）。
- 2014年（平成26年）8月1日：井原鉄道の駅が再び有人化[5][6]。
- 2017年（平成29年）12月：JR西日本のホームの駅名標がラインカラー対応に更新（柱もラインカラーの紫色が塗られている。電照式については未更新）。同時に1・2番ホームの階段の外の壁に駅名標が設置される。
- 2018年（平成30年）
  - 3月17日：ダイヤ改正に伴い、福山駅から当駅までのICOCAエリア内に限り、ホーム側のすべてのドアから乗り降りできるようになる。
  - 7月6日：平成30年7月豪雨による運休に伴い休止。
  - 7月10日：当駅 - 府中駅間で運転再開。これにより当駅が福塩線の始発兼終着駅となる（同年7月20日まで）。
  - 7月21日：当駅 - 福山駅間で運転再開。
- 2020年（令和2年）2月29日：この日をもってみどりの窓口の営業を終了し、無人化[7][8]。

## 駅構造
JR西日本
相対式ホーム2面2線を有し、行違い可能な地上駅。一見すると2面3線に見えるが、下りホーム（2番のりば）の反対側の線路は保守車両用の線路である。福塩線では唯一の橋上駅舎を有する。のりばは方面別に使い分けているが、1番のりばは府中方面への出発も可能で、平成30年の集中豪雨で当駅 - 府中駅間で折り返し運転を行っていた際は全列車1番のりば発着となった。
現在は福山駅が管理する無人駅であるが、2020年2月29日まではJR西日本岡山メンテックが駅業務を受託する業務委託駅で、福塩線内では福山駅・府中駅とともにみどりの窓口が設置されていた。ピンク色の自動券売機設置(定期券・ICOCAの購入、ICOCAのチャージに対応)。
2018年3月17日のダイヤ改正まではワンマン列車における運賃収受は無人駅同様に車内で行われていたが、ダイヤ改正後はICOCA取扱区間当駅以南の全駅でホーム側の全てのドアから乗り降り可能とする取扱いに改められた。なお、終日営業だった直営駅時代はワンマン列車でもすべてのドアを開閉して駅での収受を行っていた。
井原鉄道
駅舎は福塩線上りホーム脇にあり、同ホームと直結する乗換改札も存在する（ただし早朝・夜間は閉鎖）。単式ホーム1面1線を持つが、福山方面に直通する列車は福塩線のホームに発着する。こちらは2012年（平成24年）3月まで井原鉄道の直営駅であり、携帯型発券機や補充券（定期券・回数券・愛好者に発売の補充乗車券）で乗車券を販売し、早朝と夜間は無人となっていた。2012年（平成24年）4月に一度終日無人化されたが、2013年（平成25年）の窓口不定期営業を経て、2014年（平成26年）8月より、駅係員が再配置されている。駅係員の再配置時は、消費税の8%増税に伴う運賃改定の際に携帯型発券機を更新しなかったため、常備券・補充券と総社駅から移設された自動券売機により販売され、入場券は一旦発売を終了していた。
2016年7月頃にタブレット端末にプリンタを接続した乗車券類発行機で乗車券・入場券を発売するようになり、常備券での販売を終了した（清音駅・矢掛駅・井原駅も同様。補充券については継続）。
2020年8月31日、自動券売機を更新。発売できる券種を拡充し、券売機でも入場券を発売するようになった。
| ホーム           | 路線            | 方向            | 行先           | 備考                     |
| JR線のりば       | JR線のりば      | JR線のりば      | JR線のりば     | JR線のりば               |
| ---------------- | --------------- | --------------- | -------------- | ------------------------ |
| 1                | 福塩線          | 上り            | 福山方面       |                          |
| 2                | 福塩線          | 下り            | 府中方面       | 三次方面は府中で乗り換え |
| 2                | ■井原鉄道井原線 | ■井原鉄道井原線 | 清音・総社方面 | 福山始発のみ             |
| 井原鉄道線のりば |                 |                 |                |                          |
|                  | ■井原鉄道井原線 | ■井原鉄道井原線 | 清音・総社方面 | 当駅始発                 |

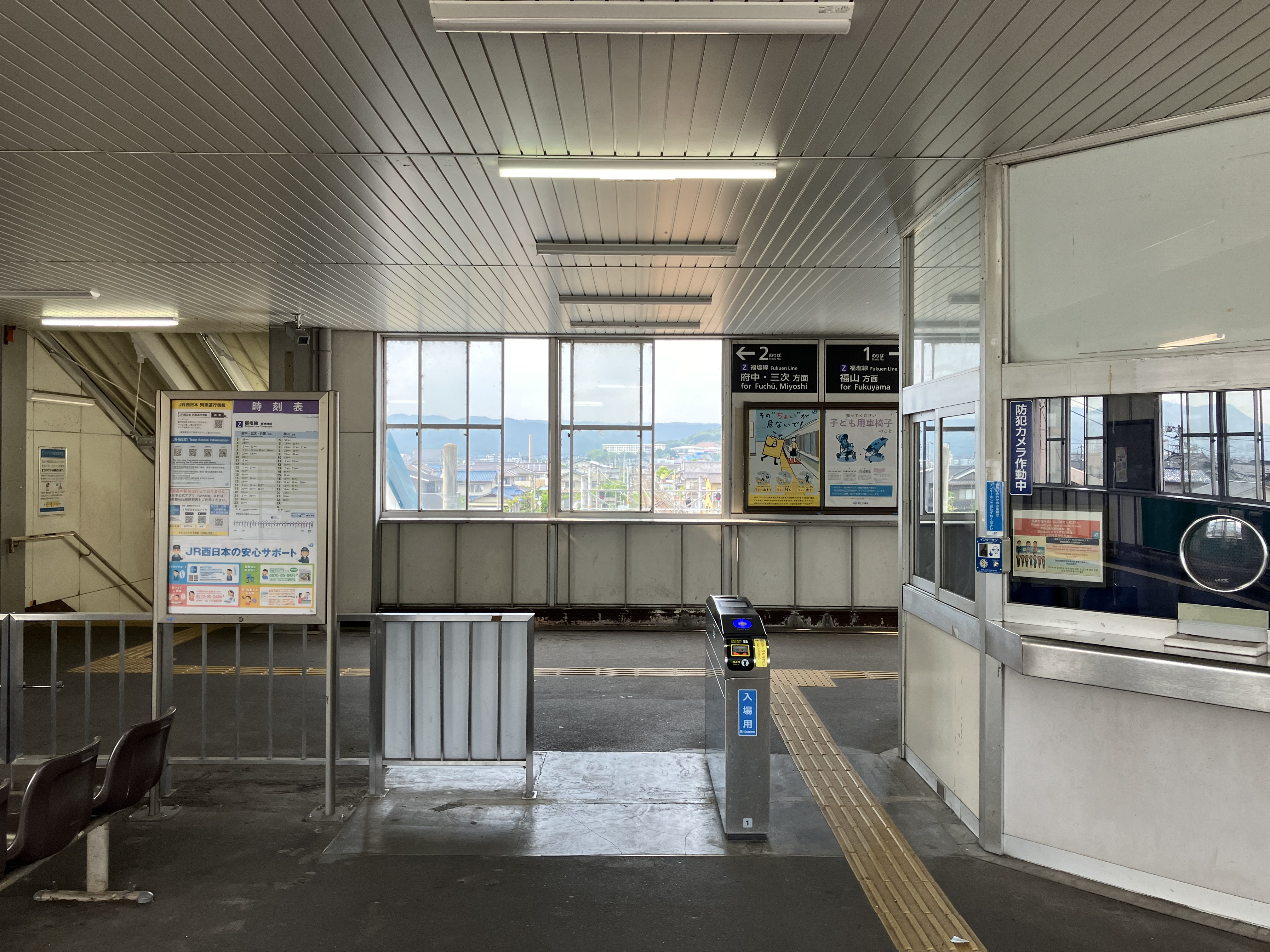
JR改札口（2024年6月）
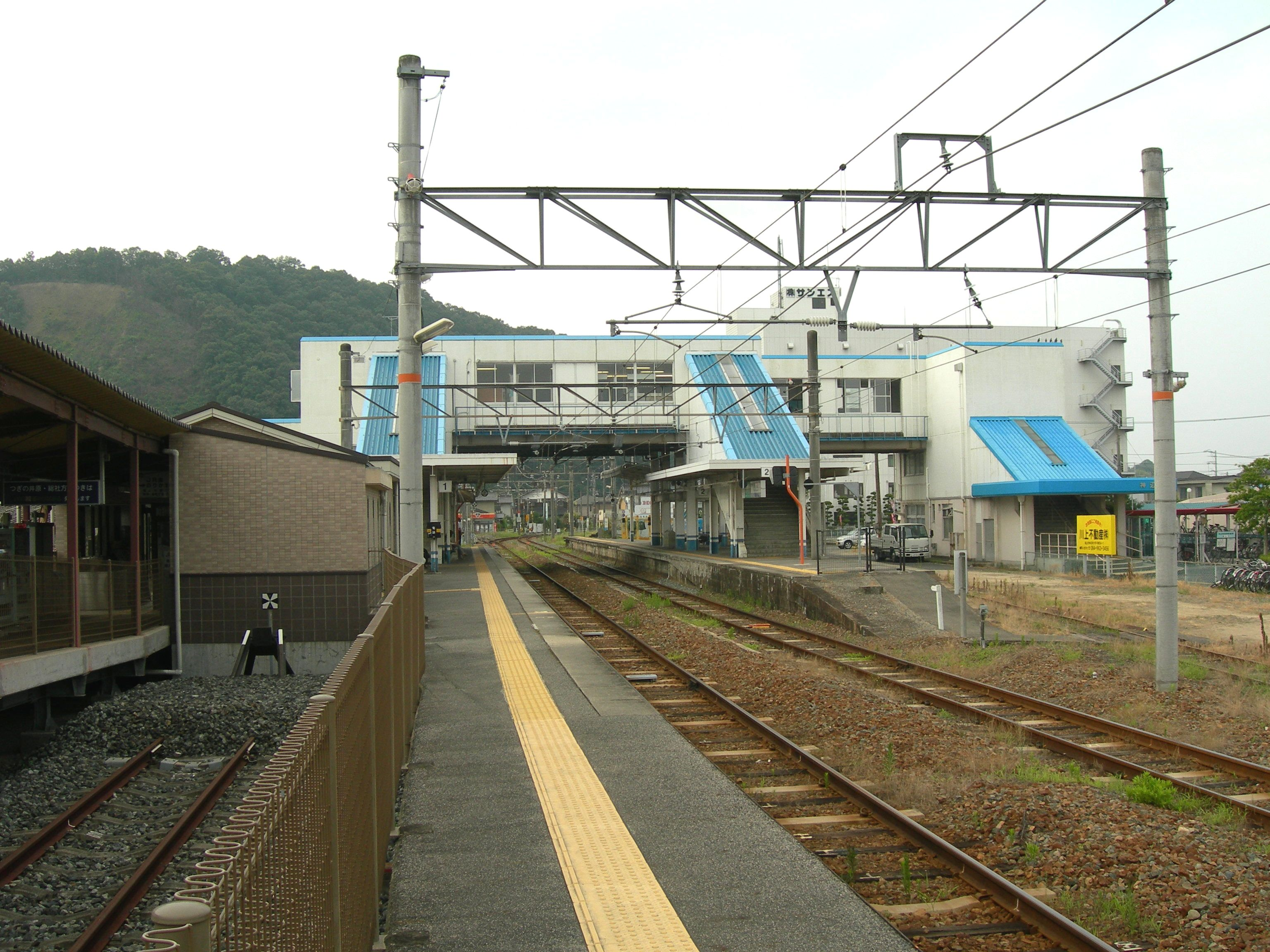
JRホーム（2011年7月）
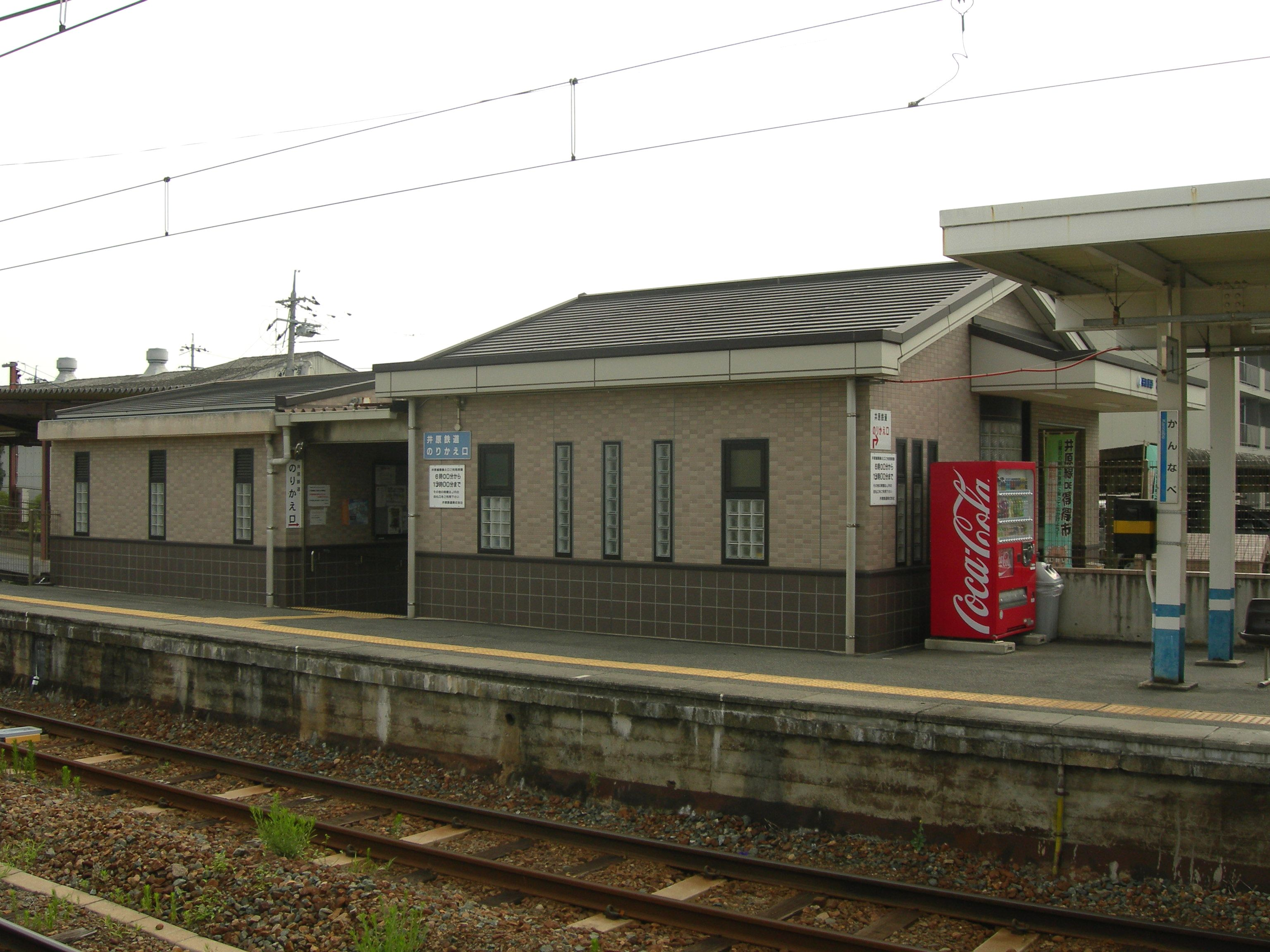
乗換口（2011年7月）
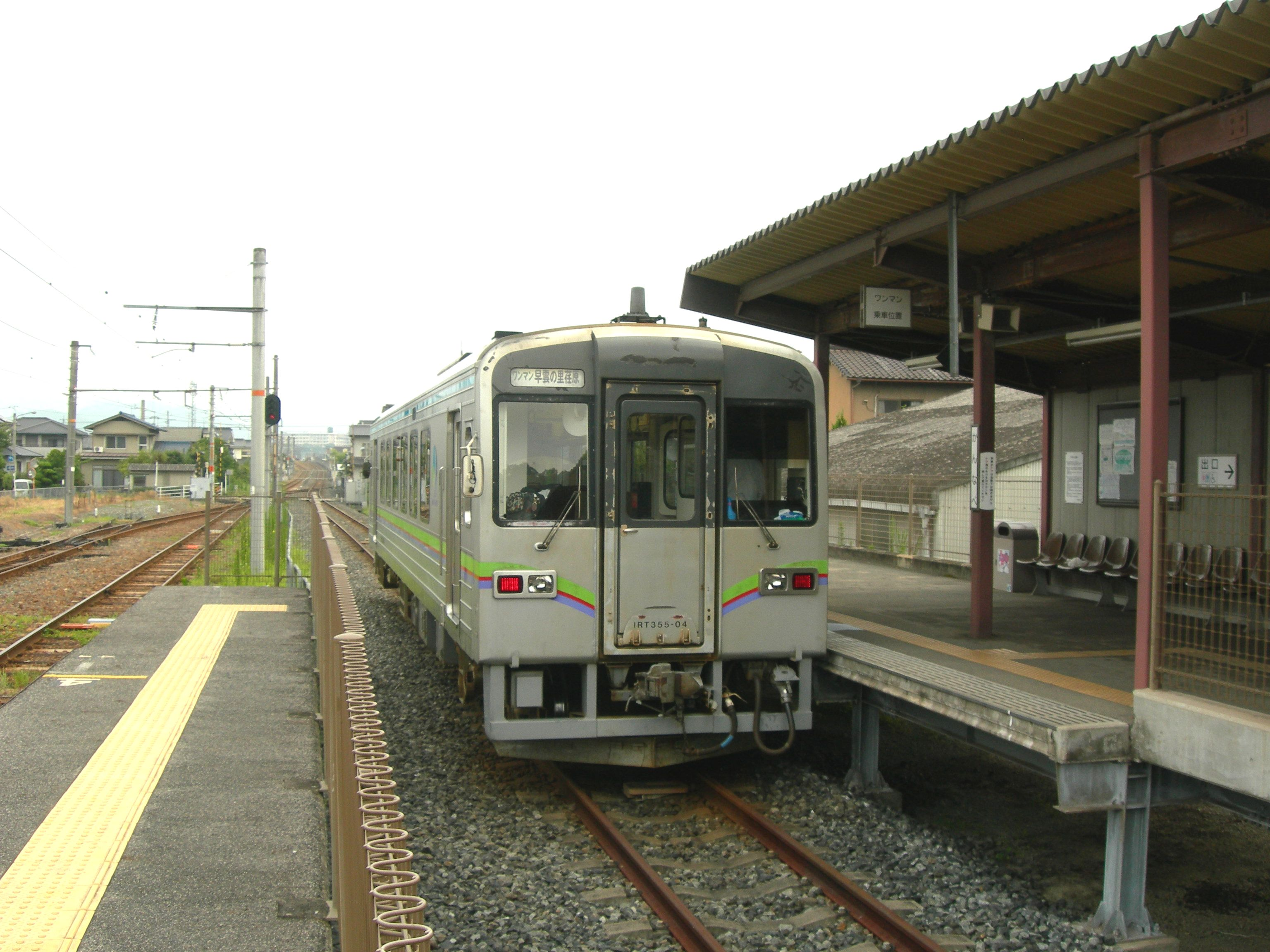
井原鉄道 ホーム（2011年7月）

## 利用状況
「統計ふくやま」によると、1日平均乗車人員は以下の通りである。
| 年度                | JR西日本         | 井原鉄道         |
| 年度                | 1日平均 乗車人員 | 1日平均 乗車人員 |
| ------------------- | ---------------- | ---------------- |
| 1989年（平成 元年） | 1,467            | 開 業 前         |
| 1990年（平成02年）  |                  | 開 業 前         |
| 1991年（平成03年）  |                  | 開 業 前         |
| 1992年（平成04年）  | 1,379            | 開 業 前         |
| 1993年（平成05年）  |                  | 開 業 前         |
| 1994年（平成06年）  |                  | 開 業 前         |
| 1995年（平成07年）  |                  | 開 業 前         |
| 1996年（平成08年）  |                  | 開 業 前         |
| 1997年（平成09年）  |                  | 開 業 前         |
| 1998年（平成10年）  | 1,251            | 調査なし         |
| 1999年（平成11年）  |                  |                  |
| 2000年（平成12年）  |                  |                  |
| 2001年（平成13年）  | 1,225            | 36               |
| 2002年（平成14年）  | 1,208            | 63               |
| 2003年（平成15年）  | 1,240            | 93               |
| 2004年（平成16年）  | 1,208            | 60               |
| 2005年（平成17年）  | 1,159            | 調査なし         |
| 2006年（平成18年）  | 1,162            | 236              |
| 2007年（平成19年）  | 1,213            | 調査なし         |
| 2008年（平成20年）  | 1,186            | 211              |
| 2009年（平成21年）  | 1,148            | 調査なし         |
| 2010年（平成22年）  | 1,132            | 233              |
| 2011年（平成23年）  | 1,134            | 調査なし         |
| 2012年（平成24年）  | 1,197            | 調査なし         |
| 2013年（平成25年）  | 1,348            | 318              |
| 2014年（平成26年）  | 1,332            | 調 査 な し      |
| 2015年（平成27年）  | 1,355            | 調 査 な し      |
| 2016年（平成28年）  | 1,392            | 調 査 な し      |
| 2017年（平成29年）  | 1,427            | 調 査 な し      |
| 2018年（平成30年）  | 1,395            | 調 査 な し      |
| 2019年（令和 元年） | 1,418            | 調 査 な し      |
| 2020年（令和02年）  | 1,032            | 調 査 な し      |
| 2021年（令和03年）  | 1,034            | 調 査 な し      |

当駅は福塩線のすべての駅の中で最も利用者が多く、且つ利用者が唯一1,000人を越えている駅でもある。(福山駅を除く)

## 駅周辺
- 神辺駅前郵便局
- 国道313号
- 井笠バスカンパニー「神辺駅前」停留所
- 神辺城址（黄葉山・正面に見える、徒歩30分）
- 国特別史跡 菅茶山旧宅
- 県史跡 神辺本陣
- 福山北警察署神辺交番
- 広島県立神辺高等学校
- 広島銀行神辺支店
- 中国銀行神辺支店
- JA福山市神辺支店
- JR西日本岡山メンテック福山地区営業センター（駅構内に所在）

## 隣の駅
西日本旅客鉄道（JR西日本）
 福塩線
横尾駅 - 神辺駅 - 湯田村駅
井原鉄道
■井原線
湯野駅 - 神辺駅 （- 横尾駅）

### かつて存在した路線
井笠鉄道
神辺線
湯野駅 - 神辺駅